# Jam Handy
Henry Jamison Handy, detto Jam (Filadelfia, 6 marzo 1886 – Detroit, 13 novembre 1983), è stato un nuotatore, pallanuotista e produttore cinematografico statunitense.

## Attività sportiva
Handy partecipò alle gare di nuoto della III Olimpiade di St. Louis del 1904 e vinse una medaglia di bronzo nelle 440yd rana.
Partecipò con la squadra di pallanuoto statunitense alle VIII Olimpiadi estive di Parigi, conquistando la medaglia di bronzo; tuttavia, non essendo mai sceso in acqua, non compare nei documenti olimpici ufficiali.

## Biografia

### Formazione
Handy frequentò l'Università del Michigan nel periodo 1902-1903. Lavorava inoltre come corrispondente del campus per il Chicago Tribune, quando l'8 maggio scrisse un articolo sulla controversa lettura nella classe di Locuzione 2, data dal Prof. Thomas C. Trueblood, intitolata "Course in Lovemaking"(Corso di Corteggiamento). Handy andò a descrivere come Trueblood si sia ingegnato nel modo in cui si debba fare una proposta di matrimonio. John T. McCutcheon, un caricaturista del Chicago Record Heraldt, pubblicò il giorno seguente un fumetto riguardante il "Professor Foxy Truesport" (gioco di parole tra il nome "Trueblood" - buon sangue - e "Truesport" - buona attività) che mostrava alla sua classe come comportarsi al meglio in amore.
Né Trueblood né il rettore dell'università President James B. Angell lo trovarono divertente. Dieci giorni dopo che venne pubblicato l'articolo, Handy venne sospeso per un anno per "aver pubblicato false e calunniose dichiarazioni contro il metodo di lavoro di uno dei professori". A Handy venne chiesto di ritornare nell'istituto un anno dopo. Tuttavia, decise di frequentare una differente scuola, bma fu incapace di guadagnarsi l'ingresso ad un'altra scuola, dopo quello che era successo nell'Università del Michigan. Handy venne accettato dall'Università della Pennsylvania, ma gli venne chiesto di andarsene dopo due settimane di lezioni.
L'editore del Tribune, Medill McCormick, provò ad intervenire il aiuto di Handy, ma Angell rifiutò di cambiare la sua decisione. A quel punto McCormick offrì ad Handy un lavoro nel settore pubblicitario del Tribune dove trovò l'opportunità di capire il processo di formazione di un annuncio efficace, che permetta di vendere il prodotto e trovare nuovi prodotti da poter mettere sul mercato. Handy cominciò a investigare cosa esattamente fa comprare alle persone un determinato prodotto.
Handy lasciò il Tribune per cominciare a lavorare nelle comunicazioni cooperative. Lavorò con John H. Patterson del National Cash Register, che aveva introdotto diapositive per aiutare i lavoratori ferroviari. Con l'aiuto di un altro socio, Handy cominciò a fare e a distribuire film che mostravano ai consumatori come si elaboravano determinati prodotti. Dopo che scoppiò la prima guerra mondiale, Handy cominciò a realizzare cortometraggi sul funzionamento degli equipaggiamenti militari. In questo periodo, nacque la Jam Handy Organization.

### Direttore commerciale
Dopo la guerra, la Jam Handy Organization venne messa sotto contratto Bray Productions di Chicago-Detroit, creando film per l'industria automobilistica, il più grande cliente privato di Bray.
General Motors selezionò l'organizzazione di Handyper produrre cortometraggi istruttivi, oltre che ulteriori materiali promozionali. Uno di questi film fu Hired! - un film istruttivo per i venditori della Chevrolet. Molti film prodotti dalla Jam Handy Organization furono collezioneti dall'archivio Prelinger e possono essere visti e scaricati dall'Internet Archive.
Handy produsse inoltre film per altre compagnie e per le scuole. Si stima che produsse circa 7000 film per il servizio armato durante la seconda guerra mondiale. Handy era famoso per prendere solo l'un percento dei profitti derivanti dai suoi film, mentre poteva arrivare a guadagnare anche il sette percento; era anche famoso per non avere mai avuto una scrivania, usando tuttavia qualsiasi spazio lavorativo.